# Nazlābād
Nazlābād (persiska: نزل آباد) är en ort i Iran.   Den ligger i provinsen Khorasan, i den nordöstra delen av landet, 600 km öster om huvudstaden Teheran. Nazlābād ligger 952 meter över havet och antalet invånare är 458.
Terrängen runt Nazlābād är huvudsakligen platt, men norrut är den kuperad.Runt Nazlābād är det ganska glesbefolkat, med 29 invånare per kvadratkilometer. Närmaste större samhälle är Sabzevar, 12,5 km väster om Nazlābād. Omgivningarna runt Nazlābād är i huvudsak ett öppet busklandskap.